# Coupe du monde de ski alpin 2019-2020
Navigation
Édition précédente Édition suivante
La coupe du monde de ski alpin 2019-2020 est la 54e édition de la coupe du monde de ski alpin, compétition organisée annuellement. Elle devait se dérouler du 26 octobre 2019 au 22 mars 2020. Dans le calendrier initial, quatre-vingt-sept épreuves sont prévues, quarante-et-une pour les femmes, quarante-cinq pour les hommes et une épreuve mixte, réparties en quarante-sept stations dans seize pays, sur trois continents. En effet à l'approche des Jeux olympiques d'hiver de Pékin 2022, la saison 2019-2020 renoue avec l'Asie et la Coupe du monde masculine devait faire deux étapes asiatiques en février : au Japon et en Chine pour la première fois, mais la propagation de la maladie à coronavirus 2019 provoque l'annulation des deux courses de vitesse masculines qui devaient avoir lieu sur la piste des prochains Jeux d'hiver. La fin de saison est également perturbée par cette pandémie avec notamment l'annulation des finales à Cortina d'Ampezzo. Ainsi les femmes courent pour la dernière fois le 29 février à La Thuile, et les hommes le 7 mars à Kvitfjell. 
Dès le premier slalom féminin de la saison, le 23 novembre à Levi, Mikaela Shiffrin bat le record de victoires tous sexes confondus en slalom en remportant son 41e succès dans la discipline. Ester Ledecká devient de son côté la première athlète à compter des victoires en Coupe du monde de snowboard et de ski alpin en s'imposant dans la descente de Lake Louise le 6 décembre. Mikaela Shiffrin est largement en tête du classement général quand son père Jeff décède le 3 février, ce qui entraîne son absence prolongée du circuit international. Ayant disputé sa dernière course en date le 26 janvier à Bansko, elle est dépassée fin février par Federica Brignone et cette dernière devient la première italienne à gagner le gros globe de cristal après l'annulation de l'étape prévue à Åre du 12 au 14 mars. Les globes de la vitesse féminine (descente et super-G) reviennent à Corinne Suter, ceux du géant et du combiné à Federica Brignone et celui du slalom à Petra Vlhová. 
Chez les hommes, cet hiver marque la succession de Marcel Hirscher, vainqueur du classement général en continu depuis la saison 2011-2012, soit huit fois consécutivement, et qui a décidé d'arrêter sa carrière. C'est finalement Aleksander Aamodt Kilde qui lui succède, grâce à sa régularité dans quatre disciplines (descente, super-G, géant, combiné) et bien qu'il ne compte qu'une victoire dans la saison. Comme pour les femmes, la fin de saison est tronquée par la pandémie.  Beat Feuz s'adjuge son troisième trophée consécutif de la descente, et Mauro Caviezel gagne son premier globe avec celui du super-G, Henrik Kristoffersen est le gagnant des trophées du slalom et du géant, et Alexis Pinturault, dauphin de Kilde au général (54 points d'écart qu'il n'a pas pu contester, le slalom et le géant de Kranjska Gora les 14 et 15 mars ayant été annulés, ainsi que les finales de Cortina d'Ampezzo), obtient sa sixième victoire et son quatrième petit globe au classement du combiné alpin.

## Programme de la saison
La saison commence par l'habituelle étape d'ouverture fin octobre à Sölden. Les épreuves de slalom de Levi, au programme depuis 2008, suivent avant la tournée nord-américaine limitée à deux étapes masculines et deux étapes féminines. La compétition revient en Europe avant de partir en Asie. La Chine devait ainsi accueillir sa première épreuve de coupe du monde mi-février à Yanqing en vue des futurs jeux olympiques de 2022, puis le Japon reçoit le grand cirque blanc à Naeba, une première depuis 2016,. Le combiné est  remis en avant lors de cette saison, avec pas moins de sept épreuves programmées (quatre chez les femmes et trois chez les hommes) selon une nouvelle formule : L'ordre de départ de la seconde épreuve, le slalom, sera le classement à l'issue de la première (l'épreuve de vitesse, descente ou super-G) de manière à rééquilibrer un peu l'épreuve en faveur des skieurs de vitesse. De plus la FIS promeut également les épreuves parallèles en en organisant sept au cours de la saison : trois féminines, trois masculines et une par équipes mixte lors des finales de Cortina .
Les finales, masculines et féminines doivent initialement se dérouler à Cortina d'Ampezzo du 18 au 20 mars 2020, avec toutes les épreuves et un slalom parallèle par équipe (le seul Team event de la saison). Mais l'épidémie de Coronavirus Covid-19 qui touche particulièrement le nord de l'Italie, provoque le 6 mars l'annulation des finales.

### Saison des messieurs
46 épreuves sont prévues au départ pour les messieurs cette saison et se composent de :
- 10 épreuves de descente
- 8 épreuves de super-G
- 9 épreuves de slalom géant
- 12 épreuves de slalom
- 3 épreuves de combiné
- 3 épreuves de slalom parallèle dont 1 par équipe (mixte).

Ces épreuves se déroulent sur 22 sites, 18 en Europe 2 en Amérique du Nord et 2 en Asie, de 14 pays différents.
| \| Lake Louise Beaver Creek \| Sites des compétitions en Amérique du Nord |
| Lake Louise Beaver Creek                                                  |

| Lake Louise Beaver Creek |

| \| Sölden Val d'Isère Val Gardena Alta Badia Bormio Zagreb Madonna Adelboden Wengen Kitzbuhel Schladming Garmisch Chamonix Hinterstoder Kranjska Gora Cortina d'Ampezzo \| Sites des compétitions dans les Alpes |
| Sölden Val d'Isère Val Gardena Alta Badia Bormio Zagreb Madonna Adelboden Wengen Kitzbuhel Schladming Garmisch Chamonix Hinterstoder Kranjska Gora Cortina d'Ampezzo                                             |

| Sölden Val d'Isère Val Gardena Alta Badia Bormio Zagreb Madonna Adelboden Wengen Kitzbuhel Schladming Garmisch Chamonix Hinterstoder Kranjska Gora Cortina d'Ampezzo |

| \| Levi Stockholm Kvitfjell \| Sites des compétitions en Scandinavie |
| Levi Stockholm Kvitfjell                                             |

| Levi Stockholm Kvitfjell |

| \| Naeba Yanqing \| Sites des compétitions en Asie |
| Naeba Yanqing                                      |

| Naeba Yanqing |

| \| Lake Louise Beaver Creek \| Sites des compétitions en Amérique du Nord |
| Lake Louise Beaver Creek                                                  |

| Lake Louise Beaver Creek |

| \| Sölden Val d'Isère Val Gardena Alta Badia Bormio Zagreb Madonna Adelboden Wengen Kitzbuhel Schladming Garmisch Chamonix Hinterstoder Kranjska Gora Cortina d'Ampezzo \| Sites des compétitions dans les Alpes |
| Sölden Val d'Isère Val Gardena Alta Badia Bormio Zagreb Madonna Adelboden Wengen Kitzbuhel Schladming Garmisch Chamonix Hinterstoder Kranjska Gora Cortina d'Ampezzo                                             |

| Sölden Val d'Isère Val Gardena Alta Badia Bormio Zagreb Madonna Adelboden Wengen Kitzbuhel Schladming Garmisch Chamonix Hinterstoder Kranjska Gora Cortina d'Ampezzo |

| \| Levi Stockholm Kvitfjell \| Sites des compétitions en Scandinavie |
| Levi Stockholm Kvitfjell                                             |

| Levi Stockholm Kvitfjell |

| \| Naeba Yanqing \| Sites des compétitions en Asie |
| Naeba Yanqing                                      |

| Naeba Yanqing |

### Saison des dames
42 épreuves sont prévues au départ pour les dames cette saison et se composent de :
- 9 épreuves de descente
- 7 épreuves de super-G
- 9 épreuves de slalom géant
- 9 épreuves de slalom
- 4 épreuves de combiné
- 4 épreuves de slalom parallèle dont 1 par équipe (mixte).

Ces épreuves se déroulent sur 21 sites, 19 en Europe et 2 en Amérique du Nord, de 13 pays différents.
| \| Lake Louise Killington \| Sites des compétitions en Amérique du Nord |
| Lake Louise Killington                                                  |

| Lake Louise Killington |

| \| Sölden Saint-Moritz Courchevel Val d'Isère Lienz Zagreb Altenmarkt Flachau Sestrières Garmisch Maribor Crans-Montana La Thuile Ofterschwang Cortina d'Ampezzo \| Sites des compétitions dans les Alpes |
| Sölden Saint-Moritz Courchevel Val d'Isère Lienz Zagreb Altenmarkt Flachau Sestrières Garmisch Maribor Crans-Montana La Thuile Ofterschwang Cortina d'Ampezzo                                             |

| Sölden Saint-Moritz Courchevel Val d'Isère Lienz Zagreb Altenmarkt Flachau Sestrières Garmisch Maribor Crans-Montana La Thuile Ofterschwang Cortina d'Ampezzo |

| \| Levi Stockholm Åre Bansko Sotchi \| Sites des compétitions en Europe (hors des Alpes) |
| Levi Stockholm Åre Bansko Sotchi                                                         |

| Levi Stockholm Åre Bansko Sotchi |

| \| Lake Louise Killington \| Sites des compétitions en Amérique du Nord |
| Lake Louise Killington                                                  |

| Lake Louise Killington |

| \| Sölden Saint-Moritz Courchevel Val d'Isère Lienz Zagreb Altenmarkt Flachau Sestrières Garmisch Maribor Crans-Montana La Thuile Ofterschwang Cortina d'Ampezzo \| Sites des compétitions dans les Alpes |
| Sölden Saint-Moritz Courchevel Val d'Isère Lienz Zagreb Altenmarkt Flachau Sestrières Garmisch Maribor Crans-Montana La Thuile Ofterschwang Cortina d'Ampezzo                                             |

| Sölden Saint-Moritz Courchevel Val d'Isère Lienz Zagreb Altenmarkt Flachau Sestrières Garmisch Maribor Crans-Montana La Thuile Ofterschwang Cortina d'Ampezzo |

| \| Levi Stockholm Åre Bansko Sotchi \| Sites des compétitions en Europe (hors des Alpes) |
| Levi Stockholm Åre Bansko Sotchi                                                         |

| Levi Stockholm Åre Bansko Sotchi |

## Tableau d'honneur
| Discipline        | Homme                   | Femme             |
| ----------------- | ----------------------- | ----------------- |
| Général           | Aleksander Aamodt Kilde | Federica Brignone |
| Descente          | Beat Feuz               | Corinne Suter     |
| Slalom            | Henrik Kristoffersen    | Petra Vlhová      |
| Géant             | Henrik Kristoffersen    | Federica Brignone |
| Super-G           | Mauro Caviezel          | Corinne Suter     |
| Combiné           | Alexis Pinturault       | Federica Brignone |
| Parallèle         | Loïc Meillard           | Petra Vlhová      |
| Coupe des nations | Suisse                  | Italie            |
| Coupe des nations | Suisse                  |                   |

## Déroulement de la saison
Les slaloms géants d'ouverture disputés sur le glacier de Rettenbach à Sölden les 26 et 27 octobre sont remportés par Alice Robinson et par Alexis Pinturault. La skieuse néo-zélandaise s'impose pour la première fois à 17 ans à son onzième départ en Coupe du monde, elle devance en deuxième manche Mikaela Shiffrin et Tessa Worley. Le lendemain chez les hommes Alexis Pinturault signe la 24e victoire de sa carrière, et l'équipe de France réalise le doublé avec la deuxième place de Mathieu Faivre. Dès le premier slalom féminin de la saison, le 23 novembre à Levi, Mikaela Shiffrin remporte sa 41e victoire dans la discipline pour établir un nouveau record hommes et femmes confondus, devant les 40 succès en slalom d'Ingemar Stenmark. Après n'avoir marqué que les treize points de la 18e place du géant de Sölden, Henrik Kristoffersen remporte le slalom de Levi devant Clément Noël et Daniel Yule, et prend la tête du classement général de la Coupe du monde, Alexis Pinturault ne s'étant pas qualifié pour la deuxième manche du slalom finlandais. Thomas Dreßen remporte la première descente de la saison à Lake Louise, un an jour pour jour après sa grave blessure survenue le 30 novembre 2018 à Beaver Creek, et le lendemain, Matthias Mayer gagne le premier super-G de l'hiver. Chez les femmes à Killington, Marta Bassino s'impose dans le slalom géant pour la première victoire de sa carrière en Coupe du monde, avant que Mikaela Shiffrin n'atteigne les 62 succès en carrière en s'imposant pour la quatrième fois en slalom sur la piste du Vermont le 1er décembre.
Le 6 décembre à Lake Louise, Ester Ledecká remporte la première descente féminine de la saison disputée sous la neige, et devient la première athlète hommes et femmes confondus à compter des victoires en Coupe du monde de snowboard et de ski alpin, répétant l'exploit qu'elle avait réalisé aux Jeux de PeyongChang 2018 en gagnant les médailles d'or du super-G et du géant parallèle de snowboard. Le même jour à Beaver Creek, Marco Odermatt remporte le super-G et la première victoire de sa carrière en Coupe du monde. Toujours à Beaver Creek, le 8 décembre, c'est au tour de Tommy Ford de s'imposer pour la première fois et d'obtenir son premier podium en Coupe du monde au terme des deux manches du deuxième slalom géant de la saison, à son 86e départ depuis 2009.
Le week-end des 14 et 15 décembre, Sofia Goggia s'impose dans le super-G de Saint-Moritz avec 1/100e de seconde d'avance sur sa compatriote Federica Brignone tout en ayant perdu un bâton en bas du parcours. Mikaela Shiffrin prend la 3e place et totalise déjà six podiums en neuf courses, dans quatre disciplines. Alexis Pinturault remporte quant à lui le slalom de Val-d'Isère sur la face de Bellevarde, près de six ans après sa dernière victoire dans la discipline, avec une avance importante (1 s 44) sur André Myhrer, ce qui lui permet de reprendre la tête du classement général de la Coupe du monde. Dans cette course, Henrik Kristoffersen remonte du 27e rang après la première manche, à la 4e place en signant le meilleur temps sur le deuxième tracé. Le même jour, Petra Vlhová remporte sa première victoire de la saison en battant Anna Swenn-Larsson en finale du slalom parallèle de Saint-Moritz, auquel Shiffrin a décidé de ne pas participer.
Les 21 et 22 décembre, les mauvaises conditions météo sur les Alpes entraînent les annulations des deux épreuves féminines (descente et combiné) prévues sur le site de la Daille à Val-d'Isère et en Italie, de la descente hommes de Val Gardena. Henrik Kristoffersen remporte le slalom géant d'Alta Badia pour s'installer en tête du classement général de la Coupe du monde, tandis que le lendemain 23 décembre sur le bas de la Gran Risa de la station des Dolomites, Rasmus Windingstad bat Stefan Luitz en finale du slalom géant parallèle et s'adjuge la première victoire de sa carrière.
Lors des dernières courses de l'année 2019, Dominik Paris remporte en 24 heures les deux descentes disputées Bormio pour compter six victoires depuis 2012 sur la piste de vitesse Stelvio et prendre les commandes du classement général de la Coupe du monde, tandis que Mikaela Shiffrin réalise le doublé géant + slalom à Lienz les 28 et 29 décembre en signant le meilleur temps des quatre manches des deux courses. Sa 43e victoire en slalom est aussi son 14e podium consécutif dans la discipline, ce qui constitue un nouveau record. Alexis Pinturault remporte de son côté à Bormio sa neuvième victoire en combiné alpin, la 26e de sa carrière et sa troisième cette saison, remontant au troisième rang du classement général désormais dominé par les spécialistes de la vitesse Aleksander Aamodt Kilde suivi par Dominik Paris. Le combiné de Bormio se déroule selon la nouvelle formule où les premiers du classement de l'épreuve de vitesse s'élancent dans le même ordre pour la manche de slalom alors que les départs s'effectuaient jusque là avec les trente premiers dans l'ordre inverse pour l'épreuve technique. Par ailleurs, comme pour cette course, un super-G peut remplacer une descente.
À Zagreb, où sont chaque année sacrés les "Snow Queen" et "Snow King", couronnés en slalom, les 4 et 5 janvier, Petra Vlhová s'impose largement devant Mikaela Shiffrin en réalisant le meilleur temps des deux manches, mettant fin à une série de six victoires consécutives de la skieuse américaine dans la discipline depuis la fin de la saison précédente, et le lendemain, Clément Noël se montre le plus constant pour remporter la quatrième victoire de sa carrière, 7/100e de seconde devant Ramon Zenhäusern alors qu'Alex Vinatzer monte sur son premier podium en Coupe du monde. Le « mois du slalom » (huit courses disputées en janvier) se poursuit en nocturne à Madonna di Campiglio le 8 janvier, et Daniel Yule s'impose comme l'année précédente au même endroit, pour la deuxième victoire de sa carrière. Il devance Henrik Kristoffersen qui s'installe en tête de la Coupe du monde de la spécialité et Clément Noël qui monte sur son troisième podium en quatre courses cette saison. Alexis Pinturault, qui se classe cinquième, reprend pour un point la première place du classement général. les 11 et 12 janvier, la piste Chuenigsbärgli d'Adelboden sourit à Žan Kranjec en géant puis à Daniel Yule pour une deuxième victoire consécutive en slalom. Les deux fois sur le podium, Kristoffersen reprend le dossard rouge de leader du général. Chez les dames à Altenmarkt-Zauchensee, Corinne Suter obtient dans la descente la première victoire de sa carrière, et le lendemain, Federica Brignone gagne le combiné alpin où Mikaela Shiffrin sort dans le super-G.
À Flachau le 16 janvier, Petra Vlhová signe son deuxième succès consécutif en slalom et sa troisième victoire de la saision (en comptant son succès en parallèle à Saint-Moritz) pour atteindre le même nombre de victoires et de podiums dans la discipline que Mikaela Shiffrin, troisième à Flachau et qui n'a plus que 60 points d'avance au classement du slalom. Matthias Mayer remporte le lendemain à Wengen sa première victoire en combiné alpin, devant Alexis Pinturault (en retard sur lui d'une seconde 68 après la descente, et qui termine à 7/100e de seconde au terme du slalom) ; ce dernier reprend les commandes du classement général de la Coupe du monde. Toujours à Wengen, Beat Feuz remporte sa deuxième descente de la saison et s'impose pour la troisième fois sur le Lauberhorn, devenant l'égal de Franz Klammer, le seul autre skieur trois fois vainqueur sur la piste de vitesse suisse. Enfin, le 19 janvier, Clément Noël s'adjuge en slalom sa deuxième victoire de la saison et la cinquième de sa carrière, construisant son succès en creusant de gros écarts en première manche. Le chassé-croisé en tête du général se poursuit, puisque Kristoffersen, deuxième de cette course, repasse devant Pinturault (qui a enfourché et ne marque pas) en tête du général. À Sestrière, Clara Direz le même 19 janvier, gagne sa première course en Coupe du monde en s'imposant en finale du géant parallèle, après avoir notamment éliminé Mikaela Shiffrin en huitièmes de finale.
Le 24 janvier, sur la piste de vitesse Marc Girardelli de Bansko, Mikaela Shiffrin s'impose dans la descente devant Federica Brignone et Joana Hählen, signant la deuxième victoire de sa carrière dans la discipline (après Lake Louise en 2017) et son cinquième succès de la saison pour dépasser la barre des 1 000 points au classement général en mettant fin à une série inhabituelle pour elle de cinq courses consécutives sans victoire. Le même jour, Kjetil Jansrud renoue avec la victoire en s'imposant dans le super-G sur la Streif de Kitzbühel. Matthias Mayer fait rugir de bonheur les dizaines de milliers de spectateurs massés en bas de la Streif en remportant la descente. Il s'invite ainsi dans la course au gros globe de cristal avec une troisième victoire cette saison et un sixième podium. Alors que Elena Curtoni signe dans la deuxième descente de Bansko la première victoire de sa carrière en menant un triplé italien (devant Marta Bassino et Federica Brignone), Mikaela Shiffrin conclut le week-end de vitesse dans la station bulgare en gagnant aussi son premier super-G de l'hiver pour une 66e victoire. Elle s'est ainsi déjà imposée dans quatre disciplines cet hiver. Sur la Ganslern à Kitzbühel, Daniel Yule s'adjuge sa troisième victoire en slalom de la saison et devient le deuxième Suisse à s’imposer en slalom dans la station autrichienne, après Dumeng Giovanoli en 1968. Il devance Marco Schwarz et Clément Noël, remonté du 9e rang après la première manche et qui obtient un cinquième podium dans la discipline cet hiver, alors que Lucas Braathen fait sensation à 19 ans en réalisant le meilleur temps sur le premier tracé avec le dossard no 34, avant de se classer quatrième, ce qui constitue le meilleur résultat de sa jeune carrière. Alexis Pinturault ayant enfourché, Henrik Kristoffersen, quatrième ex-aequo de cette course, prend ses distances en tête du classement général, d'autant qu'il s'impose ensuite, le 28 janvier, dans le slalom nocturne de Schladming (sa quatrième victoire sur la Planai), devant Pinturault et Yule. Clément Noël, quatrième, est l'auteur du meilleur temps de la 2e manche et d'une remontée de 26 places après être passé de justesse parmi les 30 premiers en raison d'une faute dès le 3e piquet sur le premier tracé.
Les femmes retournent début février à Rosa Khutor sur la piste de vitesse des Jeux olympiques de Sotchi 2014 où Mikaela Shiffrin fait l'impasse. La descente est annulée en raison des conditions météo, mais le super-G a lieu le 2 février, et Federica Brignone le remporte (sa 4e victoire de l'hiver et la 14e de sa carrière) devant sa coéquipière Sofia Goggia. C'est déjà la meilleure saison de la carrière de Brignone, qui mène les classements de trois disciplines (géant, combiné, super-G) et qui s'installe en deuxième position de la course au gros globe derrière Shiffrin. Chez les hommes, Thomas Dressen triomphe à domicile dans la descente de Garmisch et le lendemain, Alexis Pinturault s'impose dans le slalom géant pour la 27e victoire de sa carrière, sa 4e cette saison et son 60e podium. Kristoffersen se classant 7e de cette course, le Français refait une partie de son retard au classement général, revenant à 55 points.
La Coupe du monde hommes fait étape sur la « Verte des Houches » à Chamonix pour un slalom et un géant parallèle. Le 8 février, Clément Noël remporte le slalom devant 20 000 spectateurs pour sa troisième victoire de l'hiver, ce qui lui permet de revenir à deux points de Kristoffersen (ce dernier ayant connu son premier abandon de la saison dans la discipline) au classement de la spécialité, alors que le Norvégien Timon Haugan et l'Autrichien Adrian Pertl montent sur le premier podium de leurs carrières. Le lendemain, Loïc Meillard gagne sa première victoire en Coupe du monde en finale du géant parallèle, une course très critiquée par un nombre important d'athlètes pour son aspect particulièrement inégal (il y a deux parcours, le rouge et le bleu, ce dernier étant plus rapide, et Meillard ayant eu la chance de passer tous ses tours dans le « bleu »).
Viktoria Rebensburg gagne la première descente de sa carrière, et la 19e toutes disciplines confondues à domicile, à Garmisch le 8 février. Corinne Suter remporte le super-G le lendemain une deuxième victoire pour la Suissesse cette saison et dans sa carrière. Deuxième de la descente et cinquième du super-G, Federica Brignone se rapproche de Mikaela Shiffrin au classement général, l'Américaine ayant fait l'impasse sur l'étape allemande en raison du décès de son père Jeff.
La FIS décide d'annuler les deux épreuves de vitesse hommes (une descente et un super-G) «pré-olympiques » prévues les 15 et 16 février à Yanqing, en raison de la propagation du Coronavirus de Wuhan en Chine continentale. Ces épreuves sont reprogrammées à Saalbach en Autriche avec un changement au calendrier : la descente le jeudi 13 février et le super-G le vendredi 14 février. Thomas Dreßen y remporte sa deuxième victoire consécutive en descente et sa troisième cette saison, 7/100e de seconde devant Beat Feuz qui monte sur son septième podium en huit courses et conserve la tête du classement de la spécialité. Quant à Aleksander Aamodt Kilde, il remporte le lendemain son premier succès de l'hiver à l'arrivée du super-G. Son extrême régularité cette saison (jamais au-delà du top 10, dont neuf top 5 et cinq podiums dans quatre disciplines) lui permet ainsi de prendre la tête du classement général.
Chez les dames, le 15 février à Kranjska Gora, toujours en l'absence de Mikaela Shiffrin en deuil de son père, Alice Robinson creuse des écarts importants dans la deuxième manche du slalom géant et remporte à 18 ans la deuxième victoire de sa carrière devant Petra Vlhová. Cette dernière triomphe le lendemain dans le slalom pour une 5e victoire cette saison, profitant de la chute de Anna Swenn-Larsson, en tête après la première manche et en avance de 1 s 17 au dernier intermédiaire avant de buter sur un piquet à trois portes de l'arrivée sur le deuxième tracé.
Alors que l'on ne connait toujours pas la date du retour en compétition de Mikaela Shiffrin, ses deux principales rivales, Petra Vlhová et Federica Brignone, ont plusieurs occasions d'effectuer un rapproché au classement général. À Crans Montana, où on lieu deux descentes, un combiné alpin et un super-G, elles commencent le 21 février par se classer respectivement 4e et 7e de la descente disputée en remplacement de celle de Rosa Khutor. Brignone revient à 77 points de l'Américaine, Vlhová est 27 points derrière. La course est gagnée par Lara Gut-Behrami qui creuse de gros écarts (80/100e sur sa compatriote Corinne Suter) et renoue avec le succès, sa dernière victoire remontait à janvier 2018 en super-G. Le lendemain, Lara Gut-Behrami signe le doublé dans la deuxième descente, tandis que Corinne Suter, qui se classe à nouveau deuxième, s'assure le petit globe de cristal de la discipline, ne pouvant plus être rejointe au classement à une course de la fin.
Au Japon, dans la station de Naeba, le slalom géant voit triompher Filip Zubčić qui remporte la première victoire de sa carrière en remontant du douzième rang après la première manche. La rapide dégradation de la piste lors de la deuxième manche pénalise ceux qui s'élancent après lui et qui reculent nettement au classement. Le lendemain, le vent et la pluie poussent à l'annulation de l'épreuve de slalom. Du côté des dames, Federica Brignone remporte à Crans Montana sa cinquième victoire de la saison (pour un dixième podium) dans le combiné alpin, et ce qui devait arriver compte tenu de l'absence prolongée de Mikaela Shiffrin se produit : l'Italienne s'installe aux commandes du classement général de la Coupe du monde avec désormais 73 points d'avance sur l'Américaine, tout en remportant le premier globe de cristal de sa carrière : celui du combiné alpin.
Le 29 février, Vincent Kriechmayr s'impose dans le super-G de Hinterstoder devant Mauro Caviezel qui prend la tête du classement de la discipline. Alors qu'Aleksander Aamodt Kilde sort du tracé et abandonne, Alexis Pinturault se classe quatrième et lui reprend 50 points au classement général. Chez les dames à La Thuile, dans la même discipline, Nina Ortlieb, la fille du champion olympique (1992) et du monde (1996) de descente Patrick Ortlieb, remporte la première victoire de sa carrière. Elle devance par le plus petit écart (1/100e de seconde) Federica Brignone qui augmente son avance en tête du classement général, avec désormais 153 points d'avance sur Mikaela Shiffrin. En se classant 4e, Petra Vlhová qui occupe la troisième place de la course au gros globe de cristal, se rapproche à 36 points de l'Américaine, qui annonce son retour sur le circuit à Åre pour les deux dernières épreuves de la saison, les courses techniques programmées du 12 au 14 mars.
Toujours à Hinterstoder le 1er mars, Alexis Pinturault remporte sa 5e victoire de la saison en s'imposant dans le combiné alpin ce qui lui permet de gagner son quatrième petit globe de cristal de la discipline (tout en remportant le classement du combiné pour la 6e fois ce qui constitue un record). Aleksander Aamodt Kilde se classant 3e, il lui reprend encore 40 points, et dépasse Henrik Kristoffersen pour s"installer à 34 unités du leader norvégien. Enfin, le 2 mars, le skieur français gagne le slalom géant en creusant de gros écarts en première manche, avant de devancer Filip Zubčić et Kristoffersen en bas du deuxième tracé, son 3e succès de la saison et son 14e en tout dans la discipline, sa 6e victoire de l'hiver et la 29e de sa carrière. Son bilan à Hinterstoder, 250 points marqués en trois courses, lui permet de reprendre la tête du classement général ; Kilde est à 26 points, Kristoffersen à 107 unités.
Le chassé-croisé en tête du classement général hommes se poursuit sur l'Olympiabakken de Kvitfjell où se déroule le 7 mars la dernière descente de la saison compte tenu de l'annulation des finales de Cortina d'Ampezzo en raison de la pandémie de Covid-19 : tandis que Matthias Mayer, qui réalise la meilleure saison de sa carrière, s'impose pour la deuxième fois dans la discipline cet hiver après sa victoire à Kitzbühel, Aleksander Aamodt Kilde prend les 80 points de la deuxième place. Alexis Pinturault tente sa chance dans cette descente pour la première fois en sept ans, mais il termine au-delà du 30e rang et ne marque pas de point. Ainsi, Kilde reprend les commandes de la course au gros globe avec une avance de 54 points sur le Français. Quant à Beat Feuz, 4e de cette course, il s'adjuge le petit globe de cristal de la descente pour la troisième année consécutive. Le super-G prévu le dimanche 8 mars est annulé en raison des conditions météo, ce qui permet à Mauro Caviezel, le leader du classement grâce à sa régularité (six top 5 en six courses dont trois podiums mais aucune victoire), de gagner le petit globe de la discipline.
Le 11 mars, les autorités suédoises annoncent l'annulation des trois courses prévues à Åre en raison de l'épidémie mondiale. En conséquence, la Coupe du monde féminine est terminée. Federica Brignone devient la première italienne à gagner le classement général et s'adjuge également les petits globes du slalom géant et du combiné. Les classements restant figés dans toutes les disciplines, Petra Vlhová s'adjuge pour la première fois le petit globe du slalom, tandis que Corinne Suter remporte les deux trophées de la vitesse, descente et super-G.
Pour les hommes, la descente de Kvitfjell a aura été la dernière course de la saison, puisque le slalom et le géant programmés à Kranjska Gora les 14 et 15 mars (dans un premier temps à huis clos) sont finalement annulés. En conséquence, les 54 points d'avance de Kilde sur Pinturault sont définitifs et il remporte le gros globe, primé par sa régularité (vingt top dix dans quatre disciplines, onze top cinq et sept podiums) mais seulement une victoire , alors que Pinturault en totalise six. Les autres trophées restant à attribuer sont ceux du slalom et du géant : ils reviennent à Henrik Kristoffersen qui les remporte sans combattre, avec 6 points d'avance sur Pinturault au classement du géant et 2 sur Clément Noël dans celui du slalom.
Au classement des nations, la Suisse remporte pour la huitième fois ce titre et pour la première fois depuis la saison 1989-1990, mettant un terme à la domination de l’Autriche, qui avait gagné ce classement pendant 31 ans d’affilée. Grâce aux quarante-huit podiums et aux 8 732 points marqués par ses athlètes, la Suisse devance l’Autriche et l’Italie.

## Classement général
| Rang | Nom                   | Points | Victoire(s) | Podium(s) |
| ---- | --------------------- | ------ | ----------- | --------- |
| 1    | Aleksander A. Kilde   | 1202   | 1           | 7         |
| 2    | Alexis Pinturault     | 1148   | 6           | 8         |
| 3    | Henrik Kristoffersen  | 1041   | 3           | 9         |
| 4    | Matthias Mayer        | 916    | 4           | 8         |
| 5    | Vincent Kriechmayr    | 794    | 2           | 5         |
| 6    | Beat Feuz             | 792    | 2           | 7         |
| 7    | Mauro Caviezel        | 669    | -           | 5         |
| 8    | Kjetil Jansrud        | 665    | 1           | 2         |
| 9    | Thomas Dreßen         | 602    | 3           | 6         |
| 10   | Loïc Meillard         | 579    | 1           | 3         |
| 11   | Dominik Paris         | 556    | 2           | 5         |
| 12   | Clément Noël          | 550    | 3           | 6         |
| 13   | Daniel Yule           | 495    | 3           | 5         |
| 14   | Filip Zubčić          | 475    | 1           | 3         |
| 15   | Victor Muffat-Jeandet | 465    | -           | 2         |
| 16   | Žan Kranjec           | 445    | 1           | 3         |
| 17   | Marco Odermatt        | 434    | 1           | 2         |
| 18   | Marco Schwarz         | 414    | -           | 2         |
| 18   | Johan Clarey          | 405    | -           | 2         |
| 20   | Ryan Cochran-Siegle   | 375    | -           | -         |

| Rang | Nom                   | Points | Victoire(s) | Podium(s) |
| ---- | --------------------- | ------ | ----------- | --------- |
| 1    | Federica Brignone     | 1378   | 5           | 11        |
| 2    | Mikaela Shiffrin      | 1225   | 6           | 13        |
| 3    | Petra Vlhová          | 1189   | 5           | 8         |
| 4    | Corinne Suter         | 837    | 2           | 7         |
| 5    | Marta Bassino         | 817    | 1           | 6         |
| 6    | Wendy Holdener        | 791    | -           | 6         |
| 7    | Lara Gut-Behrami      | 616    | 2           | 3         |
| 8    | Michelle Gisin        | 591    | -           | 2         |
| 9    | Viktoria Rebensburg   | 556    | 2           | 2         |
| 10   | Ester Ledecká         | 503    | 1           | 3         |
| 11   | Sofia Goggia          | 479    | 1           | 2         |
| 12   | Nina Ortlieb          | 472    | 1           | 2         |
| 13   | Nicole Schmidhofer    | 445    | 1           | 2         |
| 14   | Stephanie Venier      | 438    | -           | 2         |
| 15   | Elena Curtoni         | 334    | 1           | 1         |
| 16   | Katharina Liensberger | 401    | -           | 2         |
| 17   | Romane Miradoli       | 330    | -           | -         |
| 18   | Anna Swenn-Larsson    | 315    | -           | 3         |
| 19   | Alice Robinson        | 310    | 2           | 2         |
| 20   | Mina Fürst Holtmann   | 306    | -           | 1         |

## Classements de chaque discipline

### Descente
| Rang | Nom                     | Points | Victoire(s) | Podium(s) |
| ---- | ----------------------- | ------ | ----------- | --------- |
| 1    | Beat Feuz               | 650    | 2           | 7         |
| 2    | Thomas Dreßen           | 438    | 3           | 4         |
| 3    | Matthias Mayer          | 424    | 2           | 3         |
| 4    | Aleksander Aamodt Kilde | 413    | -           | 2         |
| 5    | Dominik Paris           | 384    | 2           | 4         |
| 6    | Vincent Kriechmayr      | 362    | -           | 1         |
| 7    | Johan Clarey            | 316    | -           | 2         |
| 8    | Carlo Janka             | 259    | -           | 2         |
| 9    | Kjetil Jansrud          | 248    | -           | -         |
| 10   | Mauro Caviezel          | 220    | -           | 1         |

| Rang | Nom                 | Points | Victoire(s) | Podium(s) |
| ---- | ------------------- | ------ | ----------- | --------- |
| 1    | Corinne Suter       | 477    | 1           | 4         |
| 2    | Ester Ledecká       | 322    | 1           | 2         |
| 3    | Federica Brignone   | 320    | -           | 3         |
| 4    | Lara Gut-Behrami    | 288    | 2           | 2         |
| 5    | Mikaela Shiffrin    | 256    | 1           | 2         |
| 6    | Elena Curtoni       | 246    | 1           | 1         |
| 7    | Stephanie Venier    | 233    | -           | 2         |
| -    | Nina Ortlieb        | 233    | -           | 1         |
| 9    | Nicole Schmidhofer  | 228    | 1           | 1         |
| 10   | Viktoria Rebensburg | 211    | 1           | 1         |

### Super-G
| Rang | Nom                 | Points | Victoire(s) | Podium(s) |
| ---- | ------------------- | ------ | ----------- | --------- |
| 1    | Mauro Caviezel      | 365    | -           | 3         |
| 2    | Vincent Kriechmayr  | 362    | 2           | 3         |
| 3    | Aleksander A. Kilde | 336    | 1           | 3         |
| 4    | Matthias Mayer      | 324    | 1           | 4         |
| 5    | Kjetil Jansrud      | 305    | 1           | 2         |
| 6    | Mattia Casse        | 209    | -           | -         |
| 7    | Marco Odermatt      | 203    | 1           | 1         |
| 8    | Alexis Pinturault   | 169    | -           | -         |
| 9    | Thomas Dressen      | 164    | -           | 2         |
| 10   | Dominik Paris       | 145    | -           | 1         |

| Rang | Nom                 | Points | Victoire(s) | Podium(s) |
| ---- | ------------------- | ------ | ----------- | --------- |
| 1    | Corinne Suter       | 360    | 1           | 3         |
| 2    | Federica Brignone   | 341    | 1           | 3         |
| 3    | Nicole Schmidhofer  | 217    | -           | 1         |
| 4    | Lara Gut-Behrami    | 209    | -           | 1         |
| 5    | Stephanie Venier    | 206    | -           | -         |
| 6    | Nina Ortlieb        | 191    | 1           | 1         |
| 7    | Mikaela Shiffrin    | 186    | 1           | 2         |
| 8    | Sofia Goggia        | 180    | 1           | 2         |
| -    | Viktoria Rebensburg | 180    | 1           | 1         |
| 10   | Marta Bassino       | 119    | -           | 1         |

### Géant
| Rang | Nom                     | Points | Victoire(s) | Podium(s) |
| ---- | ----------------------- | ------ | ----------- | --------- |
| 1    | Henrik Kristoffersen    | 394    | 1           | 4         |
| 2    | Alexis Pinturault       | 388    | 3           | 3         |
| 3    | Filip Zubčić            | 368    | 1           | 3         |
| 4    | Žan Kranjec             | 364    | 1           | 3         |
| 5    | Tommy Ford              | 267    | 1           | 2         |
| 6    | L.K. Nestvold-Haugen    | 249    | -           | 2         |
| 7    | Mathieu Faivre          | 225    | -           | 1         |
| -    | Aleksander Aamodt Kilde | 225    | -           | -         |
| 9    | Marco Odermatt          | 211    | -           | 1         |
| 10   | Victor Muffat Jeandet   | 191    | -           | 1         |

| Rang | Nom                 | Points | Victoire(s) | Podium(s) |
| ---- | ------------------- | ------ | ----------- | --------- |
| 1    | Federica Brignone   | 407    | 2           | 3         |
| 2    | Petra Vlhová        | 333    | 1           | 2         |
| 3    | Mikaela Shiffrin    | 314    | 1           | 4         |
| 4    | Marta Bassino       | 309    | 1           | 2         |
| 5    | Alice Robinson      | 300    | 2           | 2         |
| 6    | Wendy Holdener      | 234    | -           | 2         |
| 7    | Mina Fürst Holtmann | 212    | -           | 1         |
| 8    | Tessa Worley        | 190    | -           | 1         |
| 9    | Meta Hrovat         | 168    | -           | 1         |
| 10   | Viktoria Rebensburg | 160    | -           | -         |

### Slalom
| Rang | Nom                    | Points | Victoire(s) | Podium(s) |
| ---- | ---------------------- | ------ | ----------- | --------- |
| 1    | Henrik Kristoffersen   | 552    | 2           | 5         |
| 2    | Clément Noël           | 550    | 3           | 6         |
| 3    | Daniel Yule            | 495    | 3           | 5         |
| 4    | Ramon Zenhäusern       | 323    | -           | 1         |
| 5    | Sebastian Foss Solevåg | 297    | -           | -         |
| 6    | Alexis Pinturault      | 286    | 1           | 2         |
| 7    | Marco Schwarz          | 274    | -           | 2         |
| 8    | André Myhrer           | 234    | -           | 1         |
| 9    | Michael Matt           | 182    | -           | -         |
| 10   | Aleksandr Khoroshilov  | 174    | -           | 1         |

| Rang | Nom                   | Points | Victoire(s) | Podium(s) |
| ---- | --------------------- | ------ | ----------- | --------- |
| 1    | Petra Vlhová          | 460    | 3           | 5         |
| 2    | Mikaela Shiffrin      | 440    | 3           | 5         |
| 3    | Katharina Liensberger | 276    | -           | 1         |
| 4    | Wendy Holdener        | 260    | -           | 2         |
| 5    | Anna Swenn-Larsson    | 235    | -           | 2         |
| 6    | Nina Haver-Løseth     | 228    | -           | -         |
| 7    | Katharina Truppe      | 209    | -           | 2         |
| -    | Michelle Gisin        | 209    | -           | 1         |
| 9    | Christina Ackermann   | 129    | -           | -         |
| 10   | Chiara Mair           | 125    | -           | -         |

### Combiné
| Rang | Nom                     | Points | Victoire(s) | Podium(s) |
| ---- | ----------------------- | ------ | ----------- | --------- |
| 1    | Alexis Pinturault       | 280    | 2           | 3         |
| 2    | Aleksander Aamodt Kilde | 172    | -           | 2         |
| 3    | Matthias Mayer          | 140    | 1           | 1         |
| 4    | Riccardo Tonetti        | 140    | -           | -         |
| 5    | Loïc Meillard           | 139    | -           | 1         |
| 6    | Victor Muffat-Jeandet   | 124    | -           | 1         |
| 7    | Kjetil Jansrud          | 112    | -           | -         |
| 8    | Mauro Caviezel          | 80     | -           | 1         |
| 9    | Pavel Trikhichev        | 76     | -           | -         |
| 10   | Ryan Cochran-Siegle     | 70     | -           | -         |

| Rang | Nom                | Points | Victoire(s) | Podium(s) |
| ---- | ------------------ | ------ | ----------- | --------- |
| 1    | Federica Brignone  | 200    | 2           | 2         |
| 2    | Wendy Holdener     | 125    | -           | 1         |
| 3    | Ester Ledecká      | 100    | -           | 1         |
| 4    | Franziska Gritsch  | 80     | -           | 1         |
| 5    | Ramona Siebenhofer | 64     | -           | -         |
| 6    | Marta Bassino      | 60     | -           | 1         |
| 7    | Roni Remme         | 58     | -           | -         |
| 8    | Michelle Gisin     | 50     | -           | -         |
| 9    | Nina Ortlieb       | 48     | -           | -         |
| 10   | Elena Curtoni      | 45     | -           | -         |

### Parallèle
| Rang | Nom                  | Points | Victoire(s) | Podium(s) |
| ---- | -------------------- | ------ | ----------- | --------- |
| 1    | Loïc Meillard        | 129    | 1           | 1         |
| 2    | Rasmus Windingstad   | 103    | 1           | 1         |
| 3    | Stefan Luitz         | 82     | -           | 1         |
| 4    | Thomas Tumler        | 80     | -           | 1         |
| 5    | Roland Leitinger     | 73     | -           | 1         |
| -    | Alexander Schmid     | 73     | -           | 1         |
| 7    | Thibaut Favrot       | 66     | -           | -         |
| 8    | Henrik Kristoffersen | 62     | -           | -         |
| 9    | Leif Nestvold-Haugen | 61     | -           | -         |
| 10   | Zan Kranjec          | 59     | -           | -         |
| -    | Lucas Braathen       | 59     | -           | -         |

| Rang | Nom                | Points | Victoire(s) | Podium(s) |
| ---- | ------------------ | ------ | ----------- | --------- |
| 1    | Petra Vlhova       | 113    | 1           | 1         |
| 2    | Clara Direz        | 100    | 1           | 1         |
| 3    | Federica Brignone  | 90     | -           | -         |
| 4    | Anna Swenn-Larsson | 80     | -           | 1         |
| -    | Elisa Mörzinger    | 80     | -           | 1         |
| 6    | Marta Bassino      | 78     | -           | 1         |
| 7    | Kristin Lysdahl    | 66     | -           | -         |
| 8    | Franziska Gritsch  | 60     | -           | 1         |
| 9    | Meta Hrovat        | 58     | -           | -         |
| 10   | Sofia Goggia       | 55     | -           | -         |

## Coupe des nations
| Rang | Nation   | Points | Victoire(s) | Podium(s) |
| ---- | -------- | ------ | ----------- | --------- |
| 1    | Suisse   | 8732   | 11          | 48        |
| 2    | Autriche | 7694   | 8           | 29        |
| 3    | Italie   | 6274   | 10          | 30        |
| 4    | Norvège  | 5644   | 6           | 23        |
| 5    | France   | 5283   | 10          | 22        |

| Rang | Nation   | Points | Victoire(s) | Podium(s) |
| ---- | -------- | ------ | ----------- | --------- |
| 1    | Suisse   | 4979   | 7           | 28        |
| 2    | Norvège  | 4399   | 6           | 22        |
| 3    | France   | 4197   | 9           | 20        |
| 4    | Autriche | 3879   | 6           | 16        |
| 5    | Italie   | 2205   | 2           | 7         |

| Rang | Nation     | Points | Victoire(s) | Podium(s) |
| ---- | ---------- | ------ | ----------- | --------- |
| 1    | Italie     | 4069   | 8           | 23        |
| 2    | Autriche   | 3815   | 2           | 13        |
| 3    | Suisse     | 3753   | 4           | 20        |
| 4    | États-Unis | 1719   | 6           | 13        |
| 5    | Allemagne  | 1294   | 2           | 2         |

## Calendrier et résultats

### Messieurs
| N°      | Lieu                   | Date              | Épreuve                | Vainqueur | Deuxième | Troisième |
| ------- | ---------------------- | ----------------- | ---------------------- | --- | --- | --- |
| 1       | Sölden                 | 27 octobre 2019   | Géant                  | Alexis Pinturault | Mathieu Faivre | Žan Kranjec |
| 2       | Levi                   | 24 novembre 2019  | Slalom                 | Henrik Kristoffersen | Clément Noël | Daniel Yule |
| 3       | Lake Louise            | 30 novembre 2019  | Descente               | Thomas Dreßen | Dominik Paris | Beat Feuz Carlo Janka |
| 4       | Lake Louise            | 1er décembre 2019 | Super-G                | Matthias Mayer | Dominik Paris | Mauro Caviezel Vincent Kriechmayr                                                                                          |
| 5       | Beaver Creek           | 6 décembre 2019   | Super-G                | Marco Odermatt | Aleksander Aamodt Kilde | Matthias Mayer |
| 6       | Beaver Creek           | 7 décembre 2019   | Descente               | Beat Feuz | Johan Clarey Vincent Kriechmayr                                                                                            | - |
| 7       | Beaver Creek           | 8 décembre 2019   | Géant                  | Tommy Ford | Henrik Kristoffersen | Leif Kristian Nestvold-Haugen                                                                                              |
| -       | Val d'Isère            | 14 décembre 2019  | Géant                  | Épreuve annulée à cause des mauvaises conditions météorologiques, reprise à Hinterstoder le 1er mars 2020.                 | Épreuve annulée à cause des mauvaises conditions météorologiques, reprise à Hinterstoder le 1er mars 2020.                 | Épreuve annulée à cause des mauvaises conditions météorologiques, reprise à Hinterstoder le 1er mars 2020.                 |
| 8       | Val d'Isère            | 15 décembre 2019  | Slalom,                | Alexis Pinturault | André Myhrer | Stefano Gross |
| 9       | Val Gardena            | 20 décembre 2019  | Super-G                | Vincent Kriechmayr | Kjetil Jansrud | Thomas Dreßen |
| -       | Val Gardena            | 21 décembre 2019  | Descente               | Épreuve annulée à cause des mauvaises conditions météorologiques, reprise à Bormio le 27 décembre.                         | Épreuve annulée à cause des mauvaises conditions météorologiques, reprise à Bormio le 27 décembre.                         | Épreuve annulée à cause des mauvaises conditions météorologiques, reprise à Bormio le 27 décembre.                         |
| 10      | Alta Badia             | 22 décembre 2019  | Géant                  | Henrik Kristoffersen | Cyprien Sarrazin | Žan Kranjec |
| 11      | Alta Badia             | 23 décembre 2019  | Géant Parallèle,       | Rasmus Windingstad | Stefan Luitz | Roland Leitinger |
| 12      | Bormio                 | 27 décembre 2019  | Descente,              | Dominik Paris | Beat Feuz | Matthias Mayer |
| 13      | Bormio                 | 28 décembre 2019  | Descente               | Dominik Paris | Urs Kryenbühl | Beat Feuz |
| 14      | Bormio                 | 29 décembre 2019  | Super combiné,         | Alexis Pinturault | Aleksander Aamodt Kilde | Loïc Meillard |
| 15      | Zagreb                 | 5 janvier 2020    | Slalom,                | Clément Noël | Ramon Zenhäusern | Alex Vinatzer |
| 16      | Madonna                | 8 janvier 2020    | Slalom,                | Daniel Yule | Henrik Kristoffersen | Clément Noël |
| 17      | Adelboden              | 11 janvier 2020   | Géant                  | Žan Kranjec | Filip Zubčić | Victor Muffat-Jeandet Henrik Kristoffersen                                                                                 |
| 18      | Adelboden              | 12 janvier 2020   | Slalom                 | Daniel Yule | Henrik Kristoffersen | Marco Schwarz |
| 19      | Wengen                 | 17 janvier 2020   | Super combiné,         | Matthias Mayer | Alexis Pinturault | Victor Muffat-Jeandet |
| 20      | Wengen                 | 18 janvier 2020   | Descente               | Beat Feuz | Dominik Paris | Thomas Dreßen |
| 21      | Wengen                 | 19 janvier 2020   | Slalom                 | Clément Noël | Henrik Kristoffersen | Alexander Khoroshilov |
| 22      | Kitzbühel              | 24 janvier 2020   | Super-G                | Kjetil Jansrud | Matthias Mayer Aleksander Aamodt Kilde                                                                                     | - |
| 23      | Kitzbühel              | 25 janvier 2020   | Descente               | Matthias Mayer | Beat Feuz Vincent Kriechmayr                                                                                               | - |
| 24      | Kitzbühel              | 26 janvier 2020   | Slalom                 | Daniel Yule | Marco Schwarz | Clément Noël |
| 25      | Schladming             | 28 janvier 2020   | Slalom,                | Henrik Kristoffersen | Alexis Pinturault | Daniel Yule |
| 26      | Garmisch-Partenkirchen | 1er février 2020  | Descente               | Thomas Dreßen | Aleksander Aamodt Kilde | Johan Clarey |
| 27      | Garmisch-Partenkirchen | 2 février 2020    | Géant                  | Alexis Pinturault | Loïc Meillard | Leif Kristian Nestvold-Haugen                                                                                              |
| 28      | Chamonix               | 8 février 2020    | Slalom                 | Clément Noël | Timon Haugan | Adrian Pertl |
| 29      | Chamonix               | 9 février 2020    | Slalom géant parallèle | Loïc Meillard | Thomas Tumler | Alexander Schmid |
| 30      | Saalbach               | 13 février 2020   | Descente               | Thomas Dreßen | Beat Feuz | Mauro Caviezel |
| 31      | Saalbach               | 14 février 2020   | Super-G                | Aleksander Aamodt Kilde | Mauro Caviezel | Thomas Dreßen |
| -       | Yanqing                | 15 février 2020   | Descente               | Épreuves annulées en raison de la propagation du Coronavirus de Wuhan en Chine , reprises à Saalbach les 13 et 14 février. | Épreuves annulées en raison de la propagation du Coronavirus de Wuhan en Chine , reprises à Saalbach les 13 et 14 février. | Épreuves annulées en raison de la propagation du Coronavirus de Wuhan en Chine , reprises à Saalbach les 13 et 14 février. |
| -       | Yanqing                | 16 février 2020   | Super-G                | Épreuves annulées en raison de la propagation du Coronavirus de Wuhan en Chine , reprises à Saalbach les 13 et 14 février. | Épreuves annulées en raison de la propagation du Coronavirus de Wuhan en Chine , reprises à Saalbach les 13 et 14 février. | Épreuves annulées en raison de la propagation du Coronavirus de Wuhan en Chine , reprises à Saalbach les 13 et 14 février. |
| 32      | Naeba                  | 22 février 2020   | Géant                  | Filip Zubčić | Marco Odermatt | Tommy Ford |
| -       | Naeba                  | 23 février 2020   | Slalom                 | Épreuve annulée à cause des mauvaises conditions météorologiques.                                                          | Épreuve annulée à cause des mauvaises conditions météorologiques.                                                          | Épreuve annulée à cause des mauvaises conditions météorologiques.                                                          |
| 33      | Hinterstoder           | 29 février 2020   | Super-G                | Vincent Kriechmayr | Mauro Caviezel | Matthias Mayer |
| 34      | Hinterstoder           | 1er mars 2020     | Super combiné,         | Alexis Pinturault | Mauro Caviezel | Aleksander Aamodt Kilde |
| 35      | Hinterstoder           | 2 mars 2020       | Géant,                 | Alexis Pinturault | Filip Zubčić | Henrik Kristoffersen |
| 36      | Kvitfjell              | 7 mars 2020       | Descente               | Matthias Mayer | Aleksander Aamodt Kilde | Carlo Janka |
| -       | Kvitfjell              | 8 mars 2020       | Super-G                | Épreuve annulée à cause des mauvaises conditions météorologiques                                                           | Épreuve annulée à cause des mauvaises conditions météorologiques                                                           | Épreuve annulée à cause des mauvaises conditions météorologiques                                                           |
| -       | Stockholm              | 10 mars 2020      | Slalom parallèle       | Épreuve annulée. | Épreuve annulée. | Épreuve annulée. |
| -       | Kranjska Gora          | 14 mars 2020      | Géant                  | Épreuve annulées à cause du coronavirus.                                                                                   | Épreuve annulées à cause du coronavirus.                                                                                   | Épreuve annulées à cause du coronavirus.                                                                                   |
| -       | Kranjska Gora          | 15 mars 2020      | Slalom                 | Épreuve annulées à cause du coronavirus.                                                                                   | Épreuve annulées à cause du coronavirus.                                                                                   | Épreuve annulées à cause du coronavirus.                                                                                   |
| Finales |                        |                   |                        | | | |
| -       | Cortina d'Ampezzo      | 18 mars 2020      | Descente               | Épreuves annulées à cause du coronavirus.                                                                                  | Épreuves annulées à cause du coronavirus.                                                                                  | Épreuves annulées à cause du coronavirus.                                                                                  |
| -       | Cortina d'Ampezzo      | 19 mars 2020      | Super-G                | Épreuves annulées à cause du coronavirus.                                                                                  | Épreuves annulées à cause du coronavirus.                                                                                  | Épreuves annulées à cause du coronavirus.                                                                                  |
| -       | Cortina d'Ampezzo      | 21 mars 2020      | Géant                  | Épreuves annulées à cause du coronavirus.                                                                                  | Épreuves annulées à cause du coronavirus.                                                                                  | Épreuves annulées à cause du coronavirus.                                                                                  |
| -       | Cortina d'Ampezzo      | 22 mars 2020      | Slalom                 | Épreuves annulées à cause du coronavirus.                                                                                  | Épreuves annulées à cause du coronavirus.                                                                                  | Épreuves annulées à cause du coronavirus.                                                                                  |

### Dames
| N°      | Lieu                   | Date              | Épreuve          | Vainqueur | Deuxième | Troisième |
| ------- | ---------------------- | ----------------- | ---------------- | --- | --- | --- |
| 1       | Sölden                 | 26 octobre 2019   | Géant            | Alice Robinson | Mikaela Shiffrin | Tessa Worley |
| 2       | Levi                   | 23 novembre 2019  | Slalom           | Mikaela Shiffrin | Wendy Holdener | Katharina Truppe |
| 3       | Killington             | 30 novembre 2019  | Géant            | Marta Bassino | Federica Brignone | Mikaela Shiffrin |
| 4       | Killington             | 1er décembre 2019 | Slalom           | Mikaela Shiffrin | Petra Vlhová | Anna Swenn-Larsson |
| 5       | Lake Louise            | 6 décembre 2019   | Descente         | Ester Ledecká | Corinne Suter | Stephanie Venier |
| 6       | Lake Louise            | 7 décembre 2019   | Descente         | Nicole Schmidhofer | Mikaela Shiffrin | Francesca Marsaglia |
| 7       | Lake Louise            | 8 décembre 2019   | Super-G          | Viktoria Rebensburg | Nicol Delago | Corinne Suter |
| 8       | Saint-Moritz           | 14 décembre 2019  | Super-G          | Sofia Goggia | Federica Brignone | Mikaela Shiffrin |
| 9       | Saint-Moritz           | 15 décembre 2019  | Slalom parallèle | Petra Vlhová | Anna Swenn-Larsson | Franziska Gritsch |
| 10      | Courchevel             | 17 décembre 2019  | Géant            | Federica Brignone | Mina Fürst Holtmann | Wendy Holdener |
| -       | Val d'Isère            | 21 décembre 2019  | Descente         | Épreuves annulées à cause des mauvaises conditions météorologiques. La descente est reprise à Bansko le 24 janvier.      | Épreuves annulées à cause des mauvaises conditions météorologiques. La descente est reprise à Bansko le 24 janvier.      | Épreuves annulées à cause des mauvaises conditions météorologiques. La descente est reprise à Bansko le 24 janvier.      |
| -       | Val d'Isère            | 22 décembre 2019  | Super combiné    | Épreuves annulées à cause des mauvaises conditions météorologiques. La descente est reprise à Bansko le 24 janvier.      | Épreuves annulées à cause des mauvaises conditions météorologiques. La descente est reprise à Bansko le 24 janvier.      | Épreuves annulées à cause des mauvaises conditions météorologiques. La descente est reprise à Bansko le 24 janvier.      |
| 11      | Lienz                  | 28 décembre 2019  | Géant            | Mikaela Shiffrin | Marta Bassino | Katharina Liensberger |
| 12      | Lienz                  | 29 décembre 2019  | Slalom           | Mikaela Shiffrin | Petra Vlhová | Michelle Gisin |
| 13      | Zagreb                 | 4 janvier 2020    | Slalom           | Petra Vlhová | Mikaela Shiffrin | Katharina Liensberger |
| 14      | Altenmarkt-Zauchensee  | 11 janvier 2020   | Descente         | Corinne Suter | Nicol Delago | Michelle Gisin |
| 15      | Altenmarkt-Zauchensee  | 12 janvier 2020   | Super combiné,   | Federica Brignone | Wendy Holdener | Marta Bassino |
| 16      | Flachau                | 14 janvier 2020   | Slalom,          | Petra Vlhová | Anna Swenn-Larsson | Mikaela Shiffrin |
| 17      | Sestrières             | 18 janvier 2020   | Géant            | Federica Brignone Petra Vlhová                                                                                           | - | Mikaela Shiffrin |
| 18      | Sestrières             | 19 janvier 2020   | Géant parallèle  | Clara Direz | Elisa Mörzinger | Marta Bassino |
| 19      | Bansko                 | 24 janvier 2020   | Descente,        | Mikaela Shiffrin | Federica Brignone | Joana Hählen |
| 20      | Bansko                 | 25 janvier 2020   | Descente         | Elena Curtoni | Marta Bassino | Federica Brignone |
| 21      | Bansko                 | 26 janvier 2020   | Super-G          | Mikaela Shiffrin | Marta Bassino | Lara Gut-Behrami |
| -       | Rosa Khutor            | 1er février 2020  | Descente         | Épreuve annulée à cause des mauvaises conditions météorologiques. La descente est reprise à Crans-Montana le 21 février. | Épreuve annulée à cause des mauvaises conditions météorologiques. La descente est reprise à Crans-Montana le 21 février. | Épreuve annulée à cause des mauvaises conditions météorologiques. La descente est reprise à Crans-Montana le 21 février. |
| 22      | Rosa Khutor            | 2 février 2020    | Super-G          | Federica Brignone | Sofia Goggia | Joana Hählen |
| 23      | Garmisch-Partenkirchen | 8 février 2020    | Descente         | Viktoria Rebensburg | Federica Brignone | Ester Ledecká |
| 24      | Garmisch-Partenkirchen | 9 février 2020    | Super-G          | Corinne Suter | Nicole Schmidhofer | Wendy Holdener |
| 25      | Maribor                | 15 février 2020   | Géant            | Alice Robinson | Petra Vlhová | Meta Hrovat Wendy Holdener                                                                                               |
| 26      | Maribor                | 16 février 2020   | Slalom           | Petra Vlhová | Wendy Holdener | Katharina Truppe |
| 27      | Crans-Montana          | 21 février 2020   | Descente         | Lara Gut-Behrami | Corinne Suter | Stephanie Venier |
| 28      | Crans-Montana          | 22 février 2020   | Descente         | Lara Gut-Behrami | Corinne Suter | Nina Ortlieb |
| 29      | Crans-Montana          | 23 février 2020   | Super combiné,   | Federica Brignone | Franziska Gritsch | Ester Ledecká |
| 30      | La Thuile              | 29 février 2020   | Super-G          | Nina Ortlieb | Federica Brignone | Corinne Suter |
| -       | La Thuile              | 1er mars 2020     | Super combiné    | Épreuve annulée à cause de chutes de neige.                                                                              | Épreuve annulée à cause de chutes de neige.                                                                              | Épreuve annulée à cause de chutes de neige.                                                                              |
| -       | Ofterschwang           | 7 mars 2020       | Géant            | Épreuves annulées à cause du manque de neige.                                                                            | Épreuves annulées à cause du manque de neige.                                                                            | Épreuves annulées à cause du manque de neige.                                                                            |
| -       | Ofterschwang           | 8 mars 2020       | Slalom           | Épreuves annulées à cause du manque de neige.                                                                            | Épreuves annulées à cause du manque de neige.                                                                            | Épreuves annulées à cause du manque de neige.                                                                            |
| -       | Stockholm              | 10 mars 2020      | Slalom parallèle | Épreuve annulée, remplacée par Åre le 12 mars 2020.                                                                      | Épreuve annulée, remplacée par Åre le 12 mars 2020.                                                                      | Épreuve annulée, remplacée par Åre le 12 mars 2020.                                                                      |
| -       | Åre                    | 12 mars 2020      | Slalom parallèle | Épreuves annulées à cause du coronavirus.                                                                                | Épreuves annulées à cause du coronavirus.                                                                                | Épreuves annulées à cause du coronavirus.                                                                                |
| -       | Åre                    | 13 mars 2020      | Géant            | Épreuves annulées à cause du coronavirus.                                                                                | Épreuves annulées à cause du coronavirus.                                                                                | Épreuves annulées à cause du coronavirus.                                                                                |
| -       | Åre                    | 14 mars 2020      | Slalom           | Épreuves annulées à cause du coronavirus.                                                                                | Épreuves annulées à cause du coronavirus.                                                                                | Épreuves annulées à cause du coronavirus.                                                                                |
| Finales |                        |                   |                  | | | |
| -       | Cortina d'Ampezzo      | 18 mars 2020      | Descente         | Épreuves annulées à cause du coronavirus.                                                                                | Épreuves annulées à cause du coronavirus.                                                                                | Épreuves annulées à cause du coronavirus.                                                                                |
| -       | Cortina d'Ampezzo      | 19 mars 2020      | Super-G          | Épreuves annulées à cause du coronavirus.                                                                                | Épreuves annulées à cause du coronavirus.                                                                                | Épreuves annulées à cause du coronavirus.                                                                                |
| -       | Cortina d'Ampezzo      | 21 mars 2020      | Slalom           | Épreuves annulées à cause du coronavirus.                                                                                | Épreuves annulées à cause du coronavirus.                                                                                | Épreuves annulées à cause du coronavirus.                                                                                |
| -       | Cortina d'Ampezzo      | 22 mars 2020      | Géant            | Épreuves annulées à cause du coronavirus.                                                                                | Épreuves annulées à cause du coronavirus.                                                                                | Épreuves annulées à cause du coronavirus.                                                                                |

### Mixte
| N° | Lieu              | Date         | Épreuve    | Vainqueur                                 | Deuxième                                  | Troisième                                 |
| -- | ----------------- | ------------ | ---------- | ----------------------------------------- | ----------------------------------------- | ----------------------------------------- |
| -  | Cortina d'Ampezzo | 20 mars 2020 | Team Event | Épreuves annulées à cause du coronavirus. | Épreuves annulées à cause du coronavirus. | Épreuves annulées à cause du coronavirus. |